# Vanault-le-Châtel
Pour les articles homonymes, voir Vanault et Chatel.
Vanault-le-Châtel est une commune française, située dans le département de la Marne en région Grand Est.

## Géographie
Le village de Vanault-le-Châtel est situé au pied de la côte de Champagne, à 30 km à l’est de Châlons-en-Champagne et à 18 au nord de Vitry-le François. Le village de Vanault présente la forme d’une croix au confluent de cinq filets d’eau formant le Vanichon.
| Coupéville, Le Fresne                    | Bussy-le-Repos      |                            |
|                                          | Vanault-le-Châtel   | Saint-Jean-devant-Possesse |
| Saint-Amand-sur-Fion, Lisse-en-Champagne | Bassu, Val-de-Vière | Vanault-les-Dames          |

### Hydrographie
La commune est dans la région hydrographique « la Seine de sa source au confluent de l'Oise (exclu) » au sein du bassin Seine-Normandie. Elle est drainée par le Vanichon, le cours d'eau 01 du Champ aux Oeufs, le cours d'eau 01 du Moncet et le cours d'eau 02 du Moncet,.
Le Vanichon, d'une longueur de 11 km, prend sa source dans la commune  et se jette  dans la Vière à Val-de-Vière, après avoir traversé trois communes. 

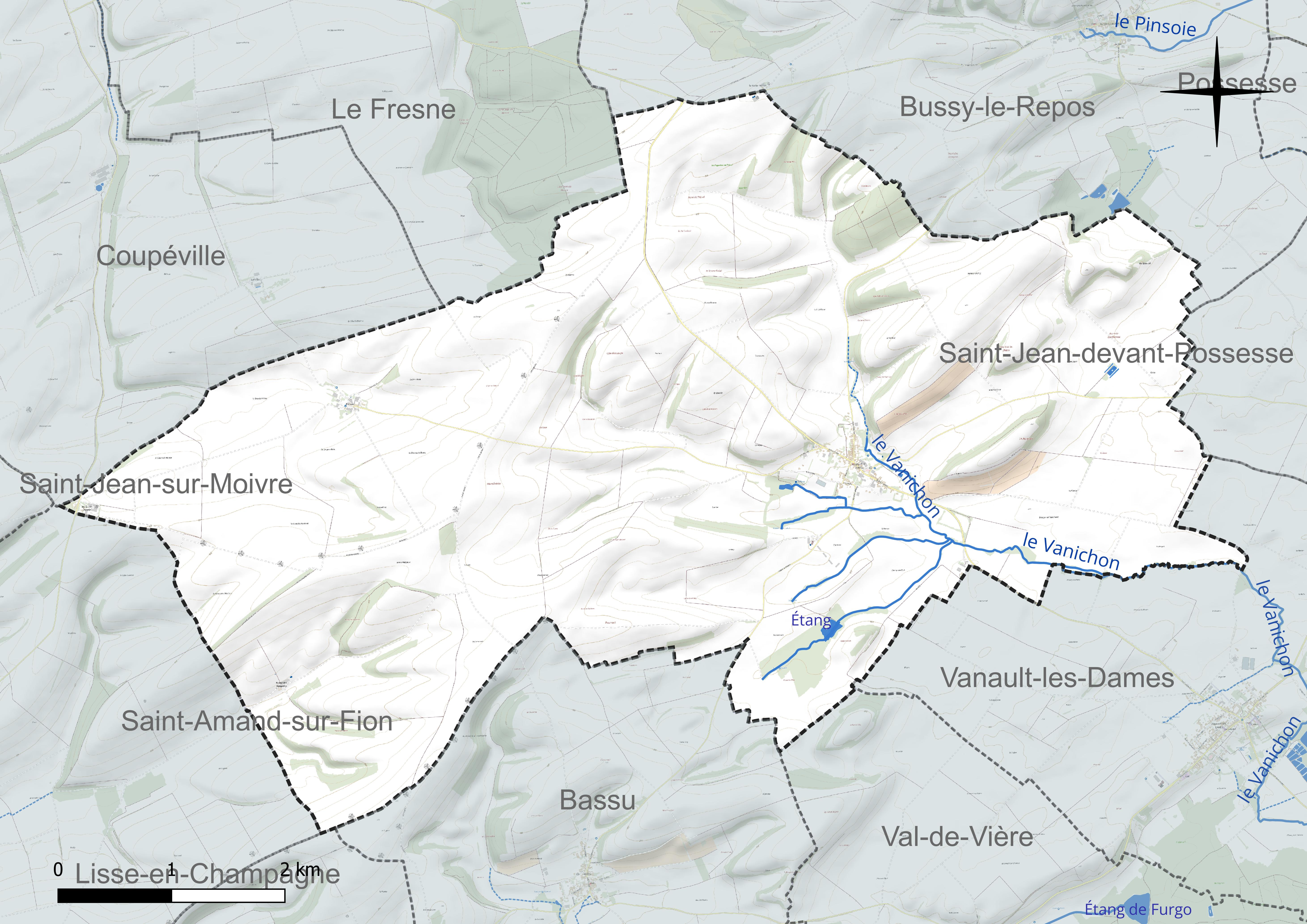
Réseau hydrographique de Vanault-le-Châtel.

Un plan d'eau complète le réseau hydrographique : l'étang (1,6 ha),.

### Climat
Pour des articles plus généraux, voir Climat du Grand Est et Climat de la Marne.
En 2010, le climat de la commune est de type climat des marges montargnardes, selon une étude du Centre national de la recherche scientifique s'appuyant sur une série de données couvrant la période 1971-2000. En 2020, Météo-France publie une typologie des climats de la France métropolitaine dans laquelle la commune est exposée à un climat océanique altéré et est dans la région climatique  Nord-est du bassin Parisien, caractérisée par un ensoleillement médiocre, une pluviométrie moyenne régulièrement répartie au cours de l’année et un hiver froid (3 °C). 
Pour la période 1971-2000, la température annuelle moyenne est de 10,1 °C, avec une amplitude thermique annuelle de 15,7 °C. Le cumul annuel moyen de précipitations est de 837 mm, avec 12,8 jours de précipitations en janvier et 8,8 jours en juillet. Pour la période 1991-2020, la température moyenne annuelle observée sur la station météorologique de Météo-France la plus proche, « Somme-Vesle », sur la commune de Somme-Vesle à 17 km à vol d'oiseau, est de 10,7 °C et le cumul annuel moyen de précipitations est de 782,0 mm. 
La température maximale relevée sur cette station est de 41,5 °C, atteinte le 25 juillet 2019 ; la température minimale est de −17,6 °C, atteinte le 21 février 1994,,. 
Les paramètres climatiques de la commune ont été estimés pour le milieu du siècle (2041-2070) selon différents scénarios d'émission de gaz à effet de serre à partir des nouvelles projections climatiques de référence DRIAS-2020. Ils sont consultables sur un site dédié publié par Météo-France en novembre 2022.

## Urbanisme

### Typologie
Au 1er janvier 2024, Vanault-le-Châtel est catégorisée commune rurale à habitat dispersé, selon la nouvelle grille communale de densité à sept niveaux définie par l'Insee en 2022.
Elle est située hors unité urbaine et hors attraction des villes,.

### Occupation des sols
L'occupation des sols de la commune, telle qu'elle ressort de la base de données européenne d’occupation biophysique des sols Corine Land Cover (CLC), est marquée par l'importance des territoires agricoles (97,5 % en 2018), une proportion sensiblement équivalente à celle de 1990 (97,4 %). La répartition détaillée en 2018 est la suivante : 
terres arables (93,4 %), zones agricoles hétérogènes (4,1 %), milieux à végétation arbustive et/ou herbacée (1,4 %), zones urbanisées (1 %), forêts (0,1 %). L'évolution de l’occupation des sols de la commune et de ses infrastructures peut être observée sur les différentes représentations cartographiques du territoire : la carte de Cassini (XVIIIe siècle), la carte d'état-major (1820-1866) et les cartes ou photos aériennes de l'IGN pour la période actuelle (1950 à aujourd'hui).

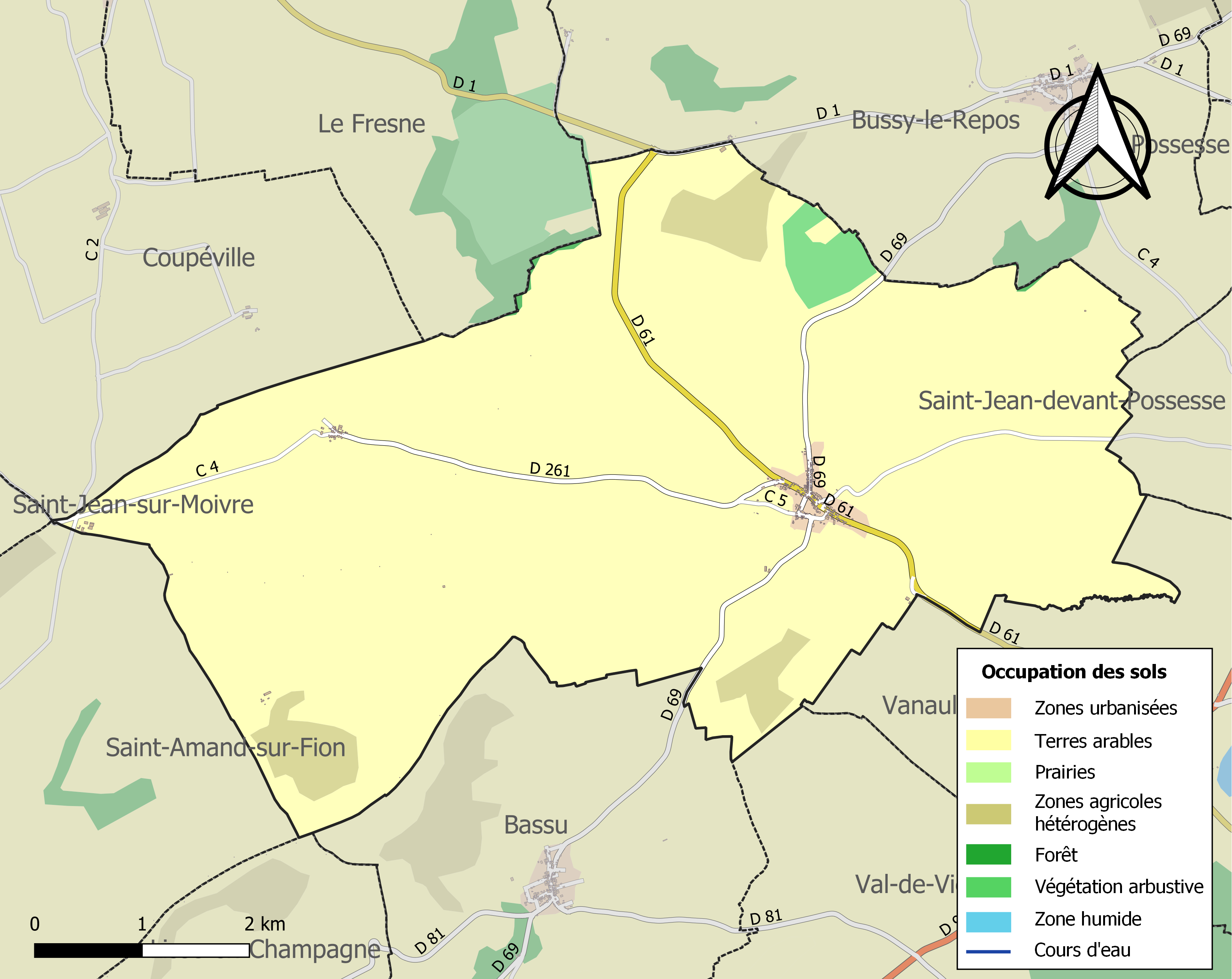
Carte des infrastructures et de l'occupation des sols de la commune en 2018 (CLC).

## Toponymie
Le nom de la localité est attesté sous les formes Wasnao in Campania (763) ; Wasno, Wano (1147-1151) ; Wasnou (1154-1161) ; Gasnou, Gasno (1165) ; Vasnou (vers 1172) ; Vuannou (1216) ; Vosnon, Wasnon (vers 1222) ; Wanou (1230) ; Wanon (vers 1252) ; Wasnon castrum (1263) ; Wanno (vers 1274) ; Wanou-le-Chastel (1280) ; Wanau castrum (128.) ; Wauno-le-Chastel (1327) ; Wano-le-Chastel (1383) ; Wanaut (1392) ; Vanodium castrum (1405) ; Wanault-le-Chastel (1447) ; Vanaulx (1572) ; Vanault-le-Chastel (1573) ; Vanault-le-Chasteau (1624) ; Vanaux (1647) ; Vano-le-Chastel (1651) ; Vanaut-le-Chastel (1659).

Au cours de la Révolution française, la commune porta provisoirement les noms de Mont-Vanault et de Vanault-près-la-Montagne.
Le Châtel est un déterminant dérivant du latin castella (pluriel de castellum) désignant un château.

## Histoire
Vers 1125, Hugues de Montfélix, probablement fils illégitime du comte Thibaud de Champagne, édifia un château (près du village actuel) en usurpant les terres de l'abbaye de Gorze, ses descendants occupent les lieux jusqu'à l’extinction de leur lignage au début du XIVe siècle.
Entre 1790 et 1794, la commune absorbe celle voisine de Bronne.

## Politique et administration

### Intercommunalité
La commune, membre depuis le 1er janvier 2012 de la communauté de communes des Côtes de Champagne, est membre, depuis le 1er janvier 2014, de la communauté de communes Côtes de Champagne et Saulx.
En effet, conformément aux prévisions du schéma départemental de coopération intercommunale (SDCI) de la Marne du 15 décembre 2011, les quatre petites intercommunalités : 

- communauté de communes de Saint-Amand-sur-Fion, 
- communauté de communes des Côtes de Champagne, 
-  communauté de communes des Trois Rivières 
- communauté de communes de Champagne et Saulx 

ont fusionné le 1er janvier 2014, en intégrant la commune isolée de Merlaut, pour former la nouvelle communauté de communes Côtes de Champagne et Saulx.

### Liste des maires
| Période                                  | Période                      | Identité       | Étiquette | Qualité |
| ---------------------------------------- | ---------------------------- | -------------- | --------- | ------- |
| Les données manquantes sont à compléter. |                              |                |           |         |
| décembre 1984                            | janvier 2012                 | Daniel Portier |           |         |
| février 2012                             | En cours                     | Daniel Tasquin |           |         |
| 2014                                     | En cours (au 4 juillet 2014) | Alain Depaquis |           |         |

## Équipements et services publics

### Eau et déchets
Le service public des déchets est assuré par le Syndicat mixte du Sud-Est Marnais (SYMSEM), qui a mis en place une redevance incitative. La collecte des ordures ménagères résiduelles (en bacs noirs pucés ou en sacs rouges prépayés) et des emballages ménagers recyclables (en sacs jaunes) est réalisée en porte à porte. Le SYMSEM adhérant au syndicat de valorisation des ordures ménagères de la Marne (SYVALOM), ces déchets sont amenés en centre de transfert à Sainte-Menehould ou Vitry-en-Perthois, puis valorisés sur le site de La Veuve. La collecte du verre se fait en apport volontaire, avant transformation dans une usine de Reims. Pour les déchets volumineux ou dangereux, le SYMSEM met à disposition de ses habitants une plateforme de déchets verts et gravats, à Saint-Amand-sur-Fion, ainsi que 12 déchèteries, à Arrigny, Courtisols, Givry-en-Argonne, Mairy-sur-Marne, Pargny-sur-Saulx, Pogny, Sainte-Menehould, Thiéblemont-Farémont, Valmy, Vanault-les-Dames, Villers-en-Argonne et Ville-sur-Tourbe.

## Démographie
L'évolution du nombre d'habitants est connue à travers les recensements de la population effectués dans la commune depuis 1793. Pour les communes de moins de 10 000 habitants, une enquête de recensement portant sur toute la population est réalisée tous les cinq ans, les populations de référence des années intermédiaires étant quant à elles estimées par interpolation ou extrapolation. Pour la commune, le premier recensement exhaustif entrant dans le cadre du nouveau dispositif a été réalisé en 2007.

En 2022, la commune comptait 164 habitants, en évolution de −7,87 % par rapport à 2016 (Marne : −1,19 %, France hors Mayotte : +2,11 %).
| 1793 | 1800 | 1806 | 1821 | 1831 | 1836 | 1841 | 1846 | 1851 |
| ---- | ---- | ---- | ---- | ---- | ---- | ---- | ---- | ---- |
| 479  | 557  | 579  | 595  | 587  | 604  | 603  | 621  | 607  |

| 1856 | 1861 | 1866 | 1872 | 1876 | 1881 | 1886 | 1891 | 1896 |
| ---- | ---- | ---- | ---- | ---- | ---- | ---- | ---- | ---- |
| 592  | 581  | 526  | 507  | 521  | 485  | 475  | 443  | 420  |

| 1901 | 1906 | 1911 | 1921 | 1926 | 1931 | 1936 | 1946 | 1954 |
| ---- | ---- | ---- | ---- | ---- | ---- | ---- | ---- | ---- |
| 386  | 373  | 341  | 343  | 351  | 300  | 313  | 293  | 276  |

| 1962 | 1968 | 1975 | 1982 | 1990 | 1999 | 2006 | 2007 | 2012 |
| ---- | ---- | ---- | ---- | ---- | ---- | ---- | ---- | ---- |
| 276  | 234  | 213  | 186  | 166  | 155  | 180  | 184  | 178  |

| 2017 | 2022 | - | - | - | - | - | - | - |
| ---- | ---- | - | - | - | - | - | - | - |
| 178  | 164  | - | - | - | - | - | - | - |

## Lieux et monuments
L'église possède une statue de saint Jean-Baptiste, en marbre blanc, datant du XVIe siècle et classé monument historique.